# الشماسیه
الشماسیه (به عربی: الشماسية) یک منطقهٔ مسکونی در عربستان سعودی است که در استان قصیم واقع شده‌است.